# Remo Caminada
Remo Caminada (* in Vrin) ist ein rätoromanischer Schweizer Designer aus Sagogn.

## Werdegang
Caminada wuchs im bündnerischen Sagogn auf und absolvierte eine Lehre zum Hochbauzeichner, bevor er 2001 ein Studium an der Zürcher Hochschule der Künste aufnahm. 2006 schloss er in Visuelle Gestaltung ab. 2007 wurde er mit einem Förderpreis des Kantons Graubünden ausgezeichnet. 2009 gestaltete er eine Serie von 365 CD-Covern für den Musiker Gion-Andrea Casanova, welche das Mondjahr zeigen. Mit der Gestaltung der neuen Webseite des Dachverbandes der Lia Rumantscha gewann Caminada 2015 den Red Dot Design Award.
Für die Jubiläumsfeier «1250 onns Sagogn» gestaltete Caminada für die Giuventetgna des Ortes zwölf  Plakate auf Grundlage der alten Hauszeichen. Die Jungmannschaft weihte an diesem Fest eine Holzklangsäule, welche mit den Hauszeichen verziert ist, ein.
Remo Caminada ist der Cousin des Spitzenkochs Andreas Caminada.

## Medienpräsenz
- 2009: Berichterstattung zu den 365 CD-Covern von Gion-Andrea Casanova
- 2015: Berichterstattung zum neuen Logo der Lia Rumantscha[6]
- 2015: in der Sendung Telesguard von RTR sind Caminadas Plakate zu sehen[7]